# Neocal·limastigomicets
Els neocal·limastigomicots (Neocallimastigomycota) són una divisió o fílum del regne dels fongs (Fungi) amb una sola classe, els neocal·limastigomicets (Neocallimastigomycetes) i un únic ordre, els neocal·limastigals (Neocallimastigales).
Són fongs anaeròbics, que es troben al tracte digestiu dels herbívors. Van ser descrits el 1975 per Orpin, presents en cèl·lules de l'estómac de remugants de l'ovella.

## Reproducció
Es reprodueix a l'estómac de remugants mitjançant zoòspores que no tenen centriol. El nucli cel·lular és notable per romandre intacte després de la mitosi.

## Metabolisme
Els Neocallimastigomycota no tenen mitocondris. Usen hidrogenosoma per oxidar NADH a NAD+, alliberen hidrogen (H₂).

## Digestió de la fibra
Els Neocallimastigomycota tenen un paper essencial en la digestió de la fibra dels seus hostes.

## Taxonomia
Van se originalment considerats un ordre del fílum Chytridiomycota, però més tard van ser elevats al rang de fílum, una decisió confirmada per posteriors estudis filogenètics.
El fílum Neocallimastigomycota inclou una classe, un ordre i tres famílies:
- Fílum Neocallimastigomycota
  - Classe Neocallimastigomycetes
    - Orde Neocallimastigales
      - Família Anaeromycetaceae
      - Família Caecomycetaceae
      - Família Neocallimastigaceae